# Deportivo Alavés 2016-2017
Questa voce raccoglie le informazioni riguardanti il Deportivo Alavés nelle competizioni ufficiali della stagione 2016-2017.

## Stagione
La stagione 2016-2017 vede la 12ª partecipazione alla massima divisione spagnola. L'allenatore argentino Mauricio Pellegrino, che ha vestito da calciatore la maglia dell'Alavés dal 2005 al 2006, è stato ingaggiato il 26 giugno 2016. Proveniente dall'Independiente, ha preso il posto di José Bordalás.

## Maglie e sponsor
| Casa | Trasferta |

Sponsor ufficiale: nessuno
Fornitore tecnico: Hummel

## Organico

### Rosa
| N. |                      | Ruolo | Calciatore       |
| -- | -------------------- | ----- | ---------------- |
| 1  | Spagna (bandiera)    | P     | Fernando Pacheco |
| 2  | Brasile (bandiera)   | D     | Rodrigo Ely      |
| 3  | Spagna (bandiera)    | D     | Raúl García      |
| 4  | Spagna (bandiera)    | D     | Alexis           |
| 5  | Spagna (bandiera)    | D     | Víctor Laguardia |
| 6  | Spagna (bandiera)    | C     | Marcos Llorente  |
| 7  | Spagna (bandiera)    | A     | Rubén Sobrino    |
| 8  | Spagna (bandiera)    | C     | Víctor Camarasa  |
| 9  | Venezuela (bandiera) | A     | Christian Santos |
| 10 | Paraguay (bandiera)  | A     | Óscar Romero     |
| 11 | Spagna (bandiera)    | A     | Ibai Gómez Pérez |
| 13 | Spagna (bandiera)    | P     | Antonio Sivera   |

| N. |                     | Ruolo | Calciatore            |
| -- | ------------------- | ----- | --------------------- |
| 14 | Spagna (bandiera)   | A     | Burgui                |
| 15 | Spagna (bandiera)   | D     | Ximo Navarro          |
| 16 | Colombia (bandiera) | C     | Daniel Torres         |
| 17 | Spagna (bandiera)   | D     | Adrián Marín          |
| 18 | Spagna (bandiera)   | A     | Borja Bastón          |
| 19 | Spagna (bandiera)   | C     | Manu García           |
| 21 | Spagna (bandiera)   | D     | Martín Aguirregabiria |
| 22 | Ghana (bandiera)    | C     | Mubarak Wakaso        |
| 23 | Spagna (bandiera)   | A     | Jony                  |
| 24 | Senegal (bandiera)  | A     | Patrick Twumasi       |
| 26 | Spagna (bandiera)   | C     | Adrián Diéguez        |
|    | Serbia (bandiera)   | C     | Darko Brašanac        |

## Campionato
L'Alavés ha chiuso il campionato al nono posto con 55 punti, frutto di 14 vittorie, 13 pareggi e 11 sconfitte.

## Coppa del Re
In Coppa del Re l'Alavés è riuscito a raggiungere la finale, disputata contro il Barcellona il 27 maggio 2017 e persa 3-1.